# Anthomyia pluripunctata
Anthomyia pluripunctata este o specie de muște din genul Anthomyia, familia Anthomyiidae. A fost descrisă pentru prima dată de Albuquerque în anul 1959. Conform Catalogue of Life specia Anthomyia pluripunctata nu are subspecii cunoscute.